# Carne da cannone
Carne da cannone (in francese chair à canon) è un'espressione informale utilizzata per indicare dei soldati che vengono utilizzati per missioni o compiti in cui c'è un'altissima probabilità di essere uccisi, solitamente con obiettivi di scarso valore strategico, implicando quindi una bassa considerazione da parte delle gerarchie militari per il valore delle vite dei soldati in questione.
Spesso questo termine viene utilizzato per differenziare truppe a cui viene assegnato un basso valore rispetto ad altri corpi più specializzati, ad esempio alla fanteria rispetto agli artiglieri, all'aeronautica o alla marina, oppure truppe con poca esperienza rispetto ai veterani, ai quali vengono riservati compiti di maggior valore. Tipici esempi in cui viene utilizzata l'espressione "carne da cannone" sono la guerra di trincea durante la prima guerra mondiale o le tattiche riservate alla fanteria durante il periodo napoleonico.

## Origine del termine
L'originale francese è una frase d'autore coniata da Chateaubriand nel suo De Bonaparte et des Bourbons (Su Bonaparte e i Borboni), un pamphlet anti-Napoleonico pubblicato nel 1814 in cui criticava come cinica una certa attitudine all'uso delle reclute, divenuta consueta al tramonto dell'era napoleonica:
(François-René de Chateaubriand, De Buonaparte et des Bourbons, testo on line su Wikisource in francese.)
L'espressione si è affermata anche in italiano nella forma citata in epigrafe o nella forma alternativa "carne da macello". L'equivalente in lingua inglese è "cannon fodder".